# Tomasz Gizbert-Studnicki
Tomasz Gizbert-Studnicki (ur. 1948) – polski prawnik i prawoznawca specjalizujący się w teorii prawa, profesor nauk prawnych, przez szereg lat kierownik Katedry Teorii Prawa na Wydziale Prawa i Administracji Uniwersytetu Jagiellońskiego, radca prawny, współzałożyciel i starszy partner w kancelarii SPCG, działacz opozycji demokratycznej w okresie PRL.

## Życiorys
Urodził się jako syn prawnika i profesora UJ Franciszka Studnickiego, młodszy brat Pawła Studnickiego.
W 1970 roku ukończył studia na Wydziale Prawa Uniwersytetu Jagiellońskiego. Tam też w 1974 roku uzyskał stopień naukowy doktora na podstawie rozprawy napisanej pod kierunkiem prof. Kazimierza Opałka. Habilitował się z zakresu teorii prawa w 1979. W 1989 uzyskał tytuł naukowy profesora nauk prawnych.
W 1978 roku był stypendystą Max Planck Gesellschaft w Hamburgu, a w latach 1985–1987 stypendystą Alexander von Humboldt Stiftung w Getyndze.
Od 1988 roku jest kierownikiem Katedry Teorii Prawa Wydziału Prawa i Administracji UJ.
Gizbert-Studnicki uczestniczył w pracach Centrum Obywatelskich Inicjatyw Ustawodawczych Solidarności. Wszedł w skład Komitetu Założycielskiego „Solidarności” na Uniwersytecie Jagiellońskim.
14 grudnia 1981 roku, dzień po wprowadzeniu w Polsce stanu wojennego, Tomasz Studnicki wraz z Krzysztofem Płeszką i Tomaszem Strzelczykiem, podpisując się jako „Prawnicy z Wydziału Prawa Uniwersytetu Jagiellońskiego” (bez podania nazwisk), opublikowali opinię prawną, w której stwierdzili że stan wojenny wprowadzono nielegalnie. Wskazywali, że zgodnie z obowiązującą wówczas Konstytucją PRL Rada Państwa mogła wydawać dekrety tylko w przerwie między sesjami Sejmu. W grudniu 1981 roku sesja Sejmu trwała, a więc Rada Państwa nie miała prawa wydania dekretu o wprowadzeniu stanu wojennego. Opinię prawników z Uniwersytetu Jagiellońskiego szybko zacytowało Radio Wolna Europa. W następstwie tego Gizbert-Studnicki był w latach 80. był „jedną z osób szczególnie rozpracowywanych przez Służbę Bezpieczeństwa”.
Opublikował szereg artykułów dotyczących między innymi analitycznej teorii prawa, w tym teorii interpretacji i argumentacji prawniczej, teorii języka prawnego oraz analizy pojęć prawnych.
Jest członkiem Komisji Prawniczej Polskiej Akademii Umiejętności. W latach 1995–1999 był członekiem Executive Committee International Association of Legal and Social Philosophy.

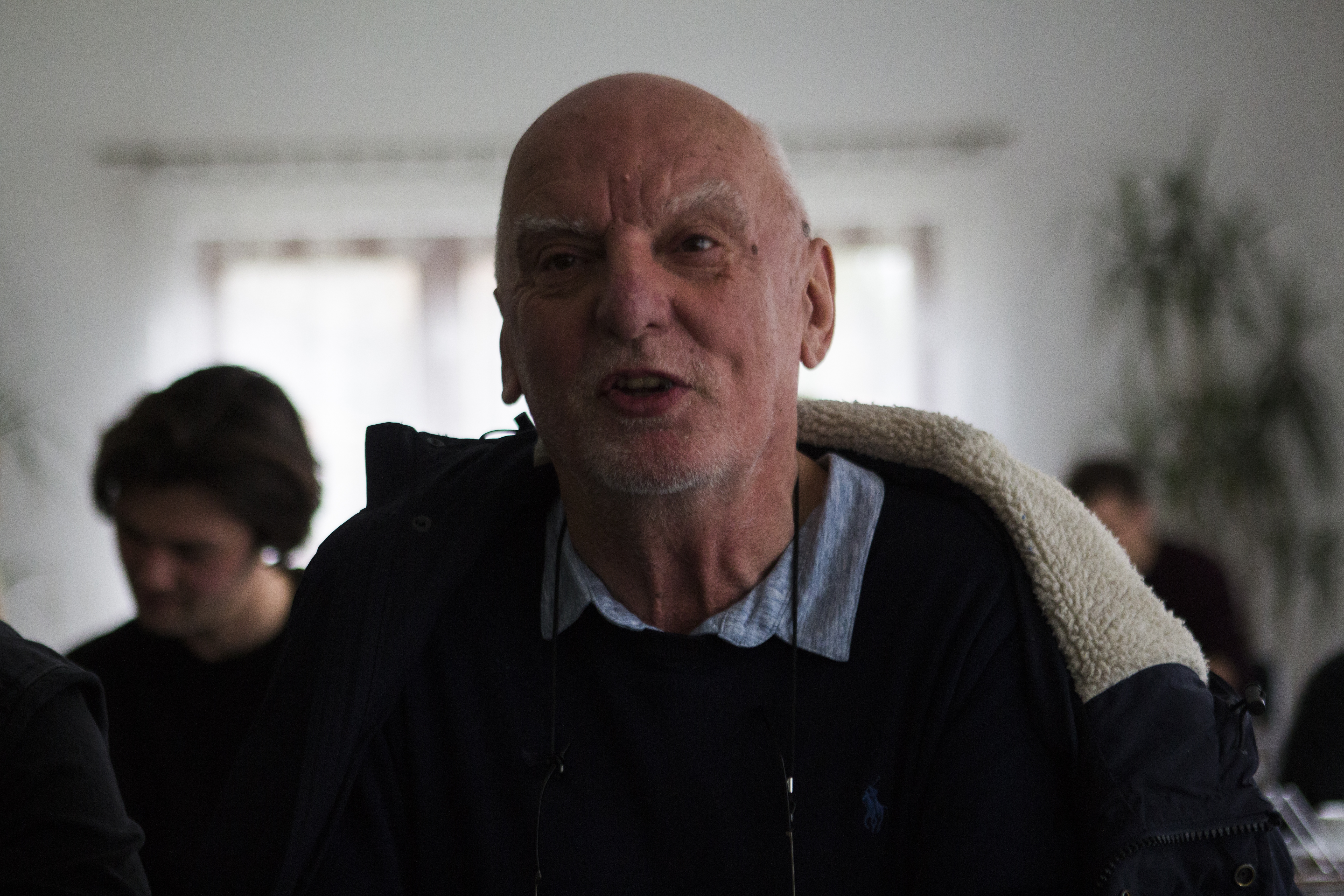
Tomasz Gizbert-Studnicki w czasie dyskusji (2019)

Był promotorem w dziesięciu zakończonych przewodach doktorskich. Był też recenzentem kilkunastu prac doktorskich, recenzentem w kilkunastu przewodach habilitacyjnych i przewodach o nadanie tytułu profesora. W latach 2012–2016 był kuratorem Towarzystwa Biblioteki Słuchaczów Prawa Uniwersytetu Jagiellońskiego i opiekunem Koła Naukowego Filozofii Prawa TBSP, a także tutorem w Collegium Invisibile.
W 1988 roku założył kancelarię, która dziesięć lat później przybrała skład wspólników Tomasz Studnicki, Krzysztof Płeszka, Zbigniew Ćwiąkalski, Jakub Górski (SPCG). Gizbert-Studnicki jako radca specjalizuje się w prawie spółek oraz w transakcjach nabywania i łączenia spółek i przedsiębiorstw, a także w finansowaniu takich transakcji. Reprezentował klientów kancelarii w kilkudziesięciu transakcjach w tym zakresie, a także jako doradca polski uczestniczył w kilkunastu globalnych transakcjach M&A. Obecnie jest w SPCG starszym partnerem. Kancelaria oraz prawnicy SPCG zajmują wysokie pozycje w rankingach oraz są rekomendowani w międzynarodowych zestawieniach branżowych m.in. w: Chambers Global, Chambers Europe, Euromoney – Deal Watch, Forbes, Legal 500, PLC Which Lawyer, IFLR 100 oraz Best Lawyers, które oceniają rynek usług prawniczych w Europie i na świecie.
Po eskalacji kryzysu wokół Trybunału Konstytucyjnego Studnicki w wywiadzie telewizyjnym stwierdził, że jego zdaniem Lech Morawski, jeden z sędziów wybranych z inicjatywy i głosami posłów Prawa i Sprawiedliwości, „jest dublerem, a jego powołanie do Trybunału nie było ważne”.

## Wybrane publikacje

### Artykuły
- Znaczenie terminu domniemanie prawne w języku prawnym i prawniczym, Ruch Prawniczy, Ekonomiczny i Socjologiczny 1974, Nr 1
- O nieważnych czynnościach prawnych w świetle koncepcji czynności konwencjonalnych, Państwo i Prawo 1975, Nr 4
- Spór o domniemanie prawne, Państwo i Prawo 1977, Nr 11
- Współczesna teoria i filozofia prawa na zachodzie Europy 1985, wspólnie z Jerzym Stelmachem, Krzysztofem Płeszką i Ryszardem Sarkowiczem
- Język prawny w perspektywie socjologicznej, Warszawa – Kraków 1986
- Konflikt dóbr i kolizja norm, Ruch Prawniczy, Ekonomiczny i Socjologiczny 1989, Nr 1

### Książki
- Wieloznaczność leksykalna w interpretacji prawniczej (Wydawnictwo Uniwersytetu Jagiellońskiego, 1978)
- Język prawny z perspektywy socjolingwistycznej (Państwowe Wydawnictwo Naukowe, 1986)
- Metodologiczne dychotomie. Krytyka pozytywistycznych teorii prawa (wraz z Adamem Dyrdą i Andrzejem Grabowskim; Wolters Kluwer, 2016)
- Pisma wybrane. Prawo. Język, normy, rozumowania (red. Michał Araszkiewicz, Paweł Banaś, Wojciech Ciszewski, Adam Dyrda, Andrzej Grabowski, Krzysztof Płeszka; Wolters Kluwer, 2019)

### Redakcje książek
- Metaphilosophy of law (wraz z Pawłem Banasiem i Adamem Dyrdą; Hart Publishing, 2016)

Opracowano na podstawie materiału źródłowego.

## Wyróżnienia
W rankingu kancelarii prawnych dziennika Rzeczpospolita z 2010 roku kierowana przez niego spółka komandytowa T. Studnicki, K. Płeszka, Z. Ćwiąkalski, J. Górski zajęła dziewiąte miejsce w Polsce.
W 2018 roku Gizbert-Studnicki znalazł się pośród trzydziestu dziewięciu prawników i prawniczek wyróżnionych tytułem „Prawnika 30-lecia” przez Polski Związek Pracodawców Prawniczych i dziennik Rzeczpospolita.